# Зіркомохові
Зіркомохові (Mniaceae) — родина мохових порядку головмохальних (Bryales). Рослини поширені на всіх континентах, включно з Антарктидою.
Є прямовисні й лежачі види. У багатьох видів фертильні та стерильні стебла мають різний характер росту. Рослини родини Mniaceae часто мають разюче велике плоске листя. За формою вони бувають від округлих до язикоподібних. Клітини листкової пластинки широко шестигранні. По краю листка майже завжди є бахрома з подовжених клітин. У більшості видів листки мають поодинокі або подвійні зубці. Від одного до кількох спорогонів виникають із перихея. Коробочка завжди піднята на довгій ніжці. За формою буває від циліндричної, яйцюватої до грушоподібної. Коробочка завжди поникла. Перистом подвійний.

## Таксономія
Родина Mniaceae включає такі роди:
- Cinclidium Sw.
- Cyrtomnium Holmen
- Epipterygium Lindb.
- Leucolepis Lindb.
- Mielichhoferia Nees & Hornsch.
- Mnium Hedw.
- Orthomnion Wilson
- Plagiomnium T. J. Koponen
- Pohlia Hedw.
- Pseudobryum (Kindb.) T. J. Koponen
- Pseudopohlia R. S. Williams
- Rhizomnium (Broth.) T. J. Koponen
- Schizymenium Harv.
- Synthetodontium Cardot
- Trachycystis Lindberg